# Ришельо (линеен кораб, 1939)
Ришельо (на френски: Richelieu) е френски линеен кораб от времето на Втората световна война. Главен кораб на едноименната серия линейни кораби. Кръстен е в чест на кардинал Ришельо.

## История на службата
Изначално е построен за противодействие на италианския флот.
След нападението на Германия над Франция линкорът „Ришельо“, на 18 юни 1940 г., отплава за Дакар, откарвайки в трюмовете си златните запаси на Франция, Белгия, Полша и частично на Нидерландия. Там, на 8 юли, линкорът е атакуван от самолети на британския самолетоносач „Хермес“ (HMS Hermes). Взрив на торпедо, пуснато от самолет тип „Суордфиш“, под дъното на кораба силно поврежда кърмата, което лишава линкора от възможност да извършва бойни излизания извън залива на Дакар.
„Ришельо“ участва в морски бой през септември 1940 г. (Сенегалска операция), когато британско съединение в състав самолетоносача „Арк Роял“ (HMS Ark Royal) и линкорите „Баръм“ (HMS Barham) и „Резолюшен“ (HMS Resolution) се опитва да принуди френските кораби да се предадат. В боя „Ришельо“ постига едно попадение в английския линкор „Баръм“. Френския линкор не получава големи повреди, лишавайки се от едно от оръдията на главния калибър в резултат на взрив на снаряда в ствола.
През януари 1943 г. линкорът, с укрепена от дървен кесон кърма, се насочва за Ню Йорк с цел възстановителен ремонт и превъоръжаване. В процеса на ремонт от линкора са демонтирани двата катапулта, заменена е РЛС, премахнат е крана за качване на хидросамолетите. След което е поставено, на кърмата, 40 мм зенитно оръдие. През октомври 1943 г. „Ришельо“ се насочва за пристанището на Мерс ел-Кебир. В периода 1943 – 1944 г., заедно със силите на Британския флот участва в освобождаването на Норвегия.
След края на Втората световна война линкорът се използва за конвоиране на френските войски в Индокитай. Осъществява артилерийска поддръжка на техните десанти по крайбрежията. След края на посещения във Великобритания и Португалия, през 1948 г., е преоборудван в артилерийски учебен кораб. През 1958 г. влиза в състава на резервните сили. След 10 години, морално остарял, през 1968 г. е предаден за скрап в корабостроителниците „Fincantieri“ „Cantieri Navali“ в Генуа.
В пристанището на Брест е поставено едно от 380-милиметровите корабни артилерийски оръдия от ГК на линкора „Ришельо“. Това оръдие, като паметник, стои и до днес, напомняйки за славната служба на линкора.

## Коментари
1. ↑  Всички данни са проектни.